# هارمونی‌اواس
هارمونی‌اواِس (به انگلیسی: HarmonyOS) (چینی: 鸿蒙) خانواده ای از سیستم عامل‌ها است که توسط هوآوی ساخته شده‌است. این پلتفرم که در ۹ اوت ۲۰۱۹ رونمایی شد، به عنوان یک سیستم عامل تعبیه شده برای دستگاه‌های اینترنت اشیا (IoT) اعلام شد، اما می‌تواند در آینده به عنوان یک سیستم عامل تلفن همراه مورد استفاده قرار گیرد.
نسخه 1.0 HarmonyOS برای اولین بار توسط تلویزیون‌های هوشمند هواوی در ماه سپتامبر ۲۰۱۹ برای بازار چین استفاده شد.
در سپتامبر ۲۰۲۰، هوآوی از هارمونی‌اواِس 2.0 خبر داد و نسخه بتا پلت فرم را برای تلفن‌های هوشمند هواوی انتخاب شده (که بر اساس کد منبع اندروید ۱۰ است) منتشر کرد.

## رابطه با اندروید
هواوی ادعا کرد که HarmonyOS یک سیستم عامل توزیع شده مبتنی بر میکرو هسته است که کاملاً متفاوت از اندروید و ios است. با این حال، بعداً مشخص شد که HarmonyOS 1.0 مبتنی بر اندروید ۹ است و از Android Debug Bridge (ADB) پشتیبانی می‌کند.
HarmonyOS 2.0 به‌طور مشابه از اندروید ۱۰ فورک شده‌است، ارز تکنیکا متوجه شد که نسخه بتا تلفن هوشمند صرفاً یک نسخه از مارک EMUI 10 با تمام ارجاع‌ها به اندروید است که با "HarmonyOS" جایگزین شده‌است و SDK "DevEco Studio" عمدتاً بر اساس همان مولفه‌های اصلی نرم‌افزار Android Studio است.

## دستگاه‌ها

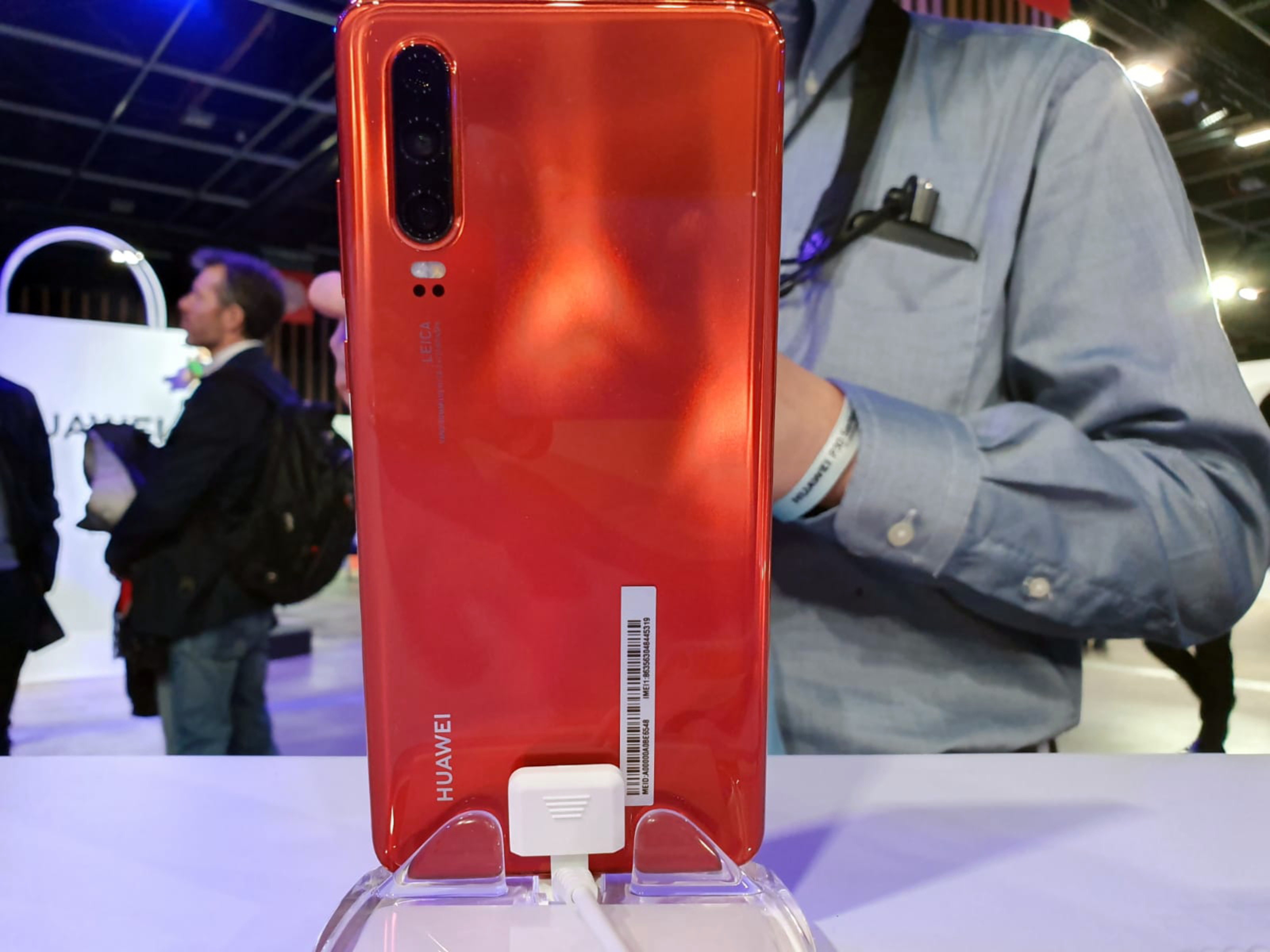
تصویری از تلفن p30

هواوی اعلام کرده که این سیستم عامل به‌طور مقدماتی در دستگاه‌های چینی استفاده می‌شود.
برند کمکی کمپانی آنر از تلویزیون هوشمند خود به عنوان اولین دستگاه استفاده‌کننده از هارمونی پرده برداشت.
هم‌اکنون تعداد اندکی دستگاه از هارمونی پشتیبانی می‌کنند. هارمونی ۲ از تلفن هوشمند نیز پشتیبانی می‌کند.